# Hrvatsko šumarsko društvo

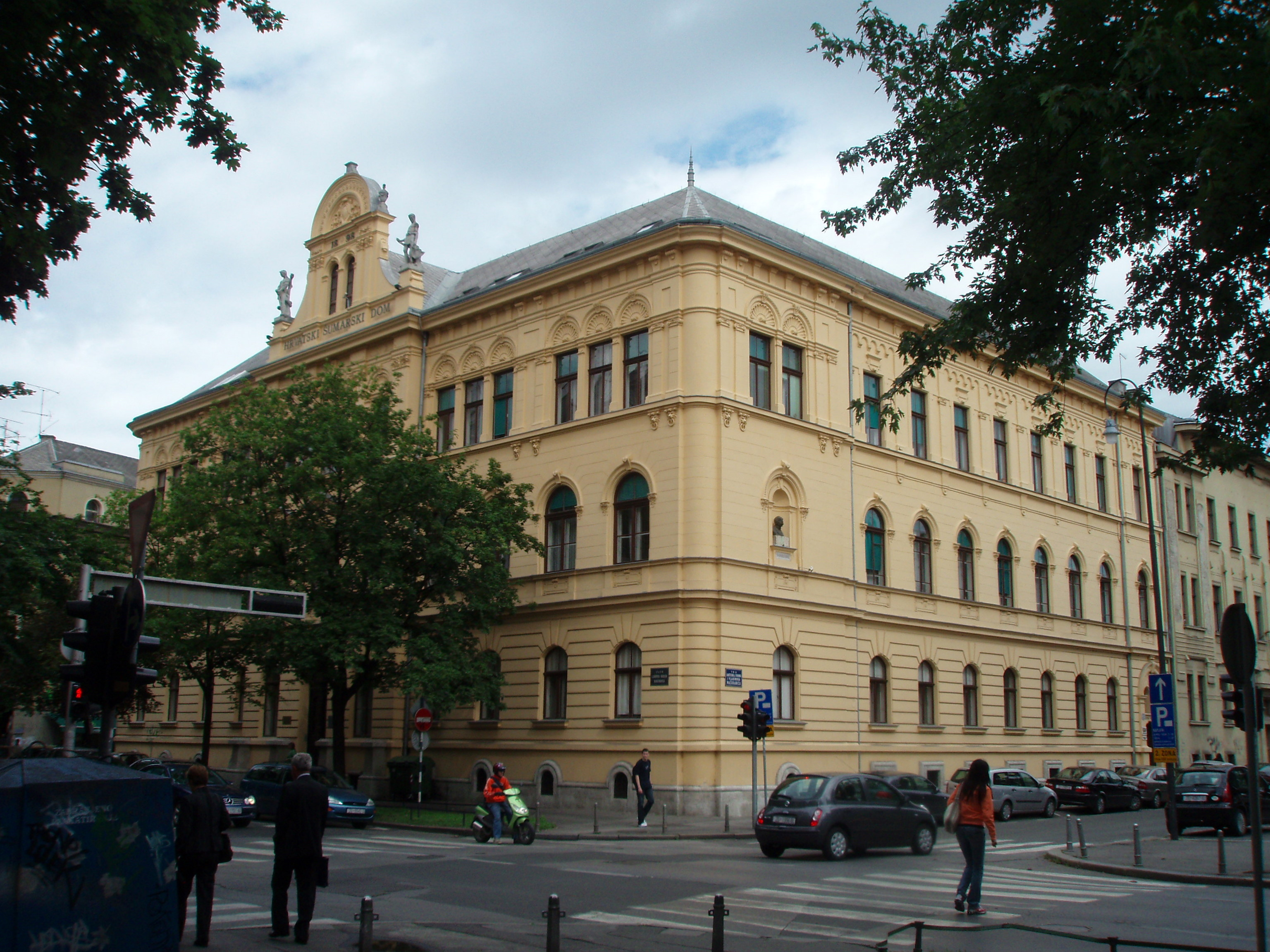
Von der Gesellschaft erbautes Haus in Zagreb, in dem die Akademie für Forstwirtschaft untergebracht wurde

Die Hrvatsko šumarsko društvo (Deutsch: Kroatische Forstwirtschafts-Gesellschaft) hat ihren Ursprung in der Kroatisch-Slawonischen Landwirtschafts-Gesellschaft, die 1841 in Zagreb durch Förster gegründet wurde. Die Abteilung für Forstwirtschaft und damit die Gesellschaft wurde am 26. Dezember 1846 in Prečec in der Nähe von Zagreb gegründet.

## Geschichte
Die Gesellschaft prägte die Forstwirtschaft in Kroatien deutlich. Sie brachte außerdem die Bildung und Wissenschaft auf diesem Gebiet in Kroatien voran. Ihre Errungenschaften beinhalten:
- Erlass eines Gesetzes zu Wäldern im Jahr 1852 und dessen strikte Anwendung.
- Gründung einer Hochschule für Land- und Forstwirtschaft in Križevci im Jahr 1860.[1]
- Veröffentlichung der ersten wissenschaftlichen Publikation zum Thema Forstwirtschaft in Südosteuropa. Die Šumarski list (Zeitschrift für Forstwirtschaft) kam zuerst am 1. Januar 1877 heraus und wird bis heute veröffentlicht.
- Vorbereitung und Teilnahme an der Jahrtausend-Ausstellung in Budapest 1896, wo das Königreich Kroatien und Slawonien einen Ausstellungsraum betrieb.
- Bau des Kroatischen Forstwirtschaftshauses in Zagreb im Jahr 1898. Im gleichen Jahr zog die Šumarska akademija, eine Akademie für Forstwirtschaft in das Gebäude ein. Die Akademie war das vierte Institut an der Universität Zagreb.

Die Gesellschaft hat heute etwa 2.700 Mitglieder.